# Liternatura
La liternatura és un tipus d'escriptura en prosa de no ficció o de ficció, o bé de poesia, que versa sobre el medi natural. Aquesta escriptura de la natura engloba una gran varietat d'obres, que van des d'aquelles que posen èmfasi en fets de la història natural, com ara les guies de camp, fins a aquelles en què predomina la interpretació filosòfica. Inclou assaigs d'història natural, poesia, assaigs de solitud o de fuga, així com escrits de viatges i aventures.
La liternatura sovint es basa en informació científica i fets sobre el món natural, s'escriu sovint en primera persona i incorpora observacions personals i reflexions filosòfiques sobre la natura.

## Història

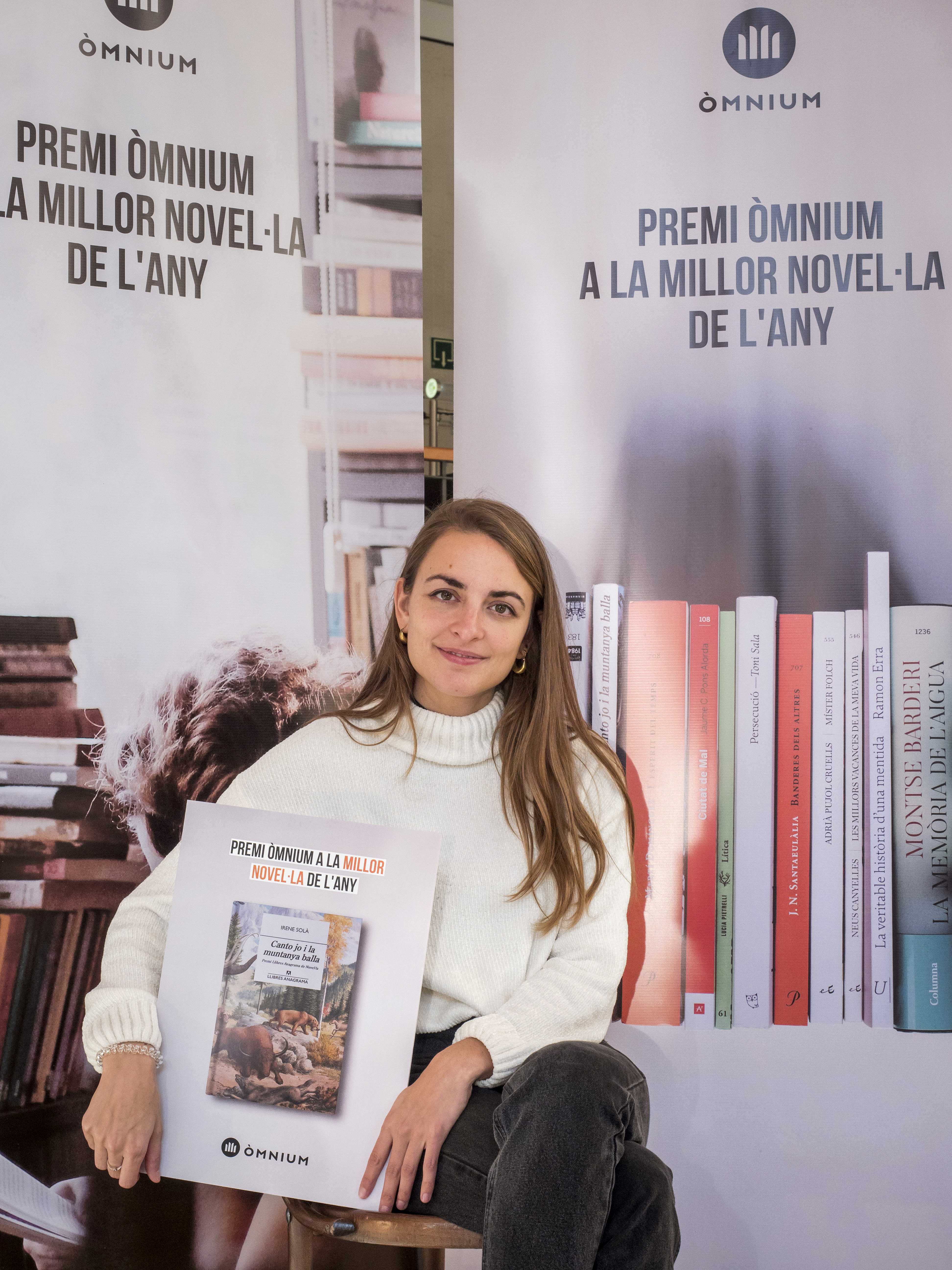
Irene Solà el 2019

La liternatura moderna es remunta a les obres d'història natural que van ser populars a la segona meitat del segle segle xviii i al llarg del segle xix. Una de les primeres figures importants va ser el naturalista i ornitòleg anglès Gilbert White (1720–1793), conegut sobretot per la seva Història natural de Selborne de 1789. William Bartram (1739–1823) també va ser un important naturalista estatunidenc pioner, el primer treball del qual, Bartram's Travels, es va publicar el 1791.
Altres escriptors representatius d'aquest subgènere literari són John James Audubon (1785–1851), Charles Darwin (1809–1882), Alfred Russel Wallace (1823–1913), Henry David Thoreau (1817-1862), conegut pel seu relat d'aïllament Walden, o la vida als boscos, Ralph Waldo Emerson (1803–1882) i John Muir (1838–1914).
Ja al segle xx, destaquen Aldo Leopold (1887–1948), Edward Abbey (1927–1989) i Rachel Carson (1907–1964), autora de Primavera silenciosa, publicat el 1962. El 2018, el British Council va oferir una beca educativa i a sis joves autors alemanys dedicats a la liternatura.
La novel·la d'Irene Solà, Canto jo i la muntanya balla, publicada el 2019, és una de les més venudes a la literatura catalana contemporània, ha estat traduïda a una vintena d'idiomes i el 2021 va ser la novel·la més prestada a la xarxa de biblioteques de Barcelona. El 2023, l'escriptor Gabi Martínez va publicar Delta, una crònica novel.lada sobre l'illa de Buda que es resisteix a desaparèixer sota el mar a causa de l'estat d'emergència climàtica.